# Écailles de Lune
Écailles de Lune (frz. für Mondschuppen) ist das zweite Studioalbum des französischen Musikprojektes Alcest. Es wurde am 26. März 2010 weltweit über das deutsche Label Prophecy Productions veröffentlicht.
Es ist das erste Album, das Neige zusammen mit Winterhalter einspielte. Die Texte der Lieder sind bis auf zwei Ausnahmen allesamt auf Französisch gehalten, während Solar Song das erste Lied von Alcest in englischer Sprache und Abysses ein reines Instrumentalstück ist. Die Texte wurden, bis auf Sur l'océan couleur de fer, welches eine musikalische Vertonung des gleichnamigen Gedichtes von Paul-Jean Toulet ist, von Neige verfasst. Die Musik wurde, bis auf Abysses, von Alcest komponiert. Für Abysses zeigte sich Fursy Teyssier von Les Discrets verantwortlich. Teyssier entwarf zudem das Coverbild des Albums.
Produziert wurde das Album im Sommer des Jahres 2009 von Martin Koller in der Klangschmiede Studio E in Mellrichstadt. Das Album umfasst sechs Titel mit einer Spielzeit von 41 Minuten und 39 Sekunden.

## Konzept
Neige sagte, dass das Album keine Metapher für den Tod darstelle, sondern von einem Mann handele, welcher entscheidet die eine Welt zu verlassen um in einer neuen Welt, einer neuen Realität und neuer Existenz zu erwachen. Dabei wurde Neige vom Meer, deren Energie und der Begeisterung, wenn man nachts vor ebendiesem sitzt, inspiriert. Es sei, so Neige, furchtbar faszinierend, voller Geheimnisse und furchterregend zur gleichen Zeit.

## Konzerte
Im Umfeld der Veröffentlichung spielte die Band ihre allerersten Konzerte überhaupt. Das allererste Konzert fand dabei in Bukarest, der Hauptstadt Rumäniens statt. Im April 2010, kurz nach der Veröffentlichung des Albums in Nordamerika, fanden die allerersten Konzerte des Projektes in den Vereinigten Staaten und Kanada statt.

## Albumcover
Das Cover, welches laut Metal.de dem Jugendstil nachempfunden und hauptsächlich in Blautönen gehalten ist, wurde von Fursy Teyssier entworfen. Es zeigt eine weibliche und eine männliche Person. Die Frau, vermutlich eine Meerjungfrau deckt den schlafend liegenden Mann mit ihren Haaren zu.

## Titelliste
| #  | Titel                                                       | Komponist                        | Länge | Anmerkungen                       |
| -- | ----------------------------------------------------------- | -------------------------------- | ----- | --------------------------------- |
| 1. | Écailles de Lune, Part I („Mondschuppen, Teil I“)           | Neige (Text), Alcest (Musik)     | 9:52  |                                   |
| 2. | Écailles de Lune, Part II („Mondschuppen, Teil II“)         | Neige (T), Alcest (M)            | 9:48  |                                   |
| 3. | Percées de Lumière („Öffnungen des Lichts“)                 | Neige (T), Alcest (M)            | 6:37  |                                   |
| 4. | Abysses („Abgründe“)                                        | Fursy Teyssier (Musik)           | 1:40  | Instrumental                      |
| 5. | Solar Song („Sonnenlied“)                                   | Neige (T), Alcest (M)            | 5:24  | Erstes Lied in englischer Sprache |
| 6. | Sur l'océan couleur de fer („Auf dem eisernfarbenen Ozean“) | Jean-Paul Toulet (T), Alcest (M) | 8:18  |                                   |

## Kritiken
eisendorn vom österreichischen Onlinemedium Stormbringer.at schreibt, dass die Lieder ihren optimistischen Esprit trotz Black-Metal-Gebrülls beibehalten konnten. Die Instrumentation wird als geradliniger als auf dem Vorgänger Album bezeichnet, dafür „dröhne nun endlich wieder Black Metal aus den Boxen.“ Laut Michael Edele von Laut.de greife Neige sämtliche Grundzüge des Debütalbums Souvenirs d’un autre monde auf und baut diese mit weitgreifenden Klangcollagen und Reminiszenzen an die eigene Vergangenheit aus. Edele vergleicht die Musik mit Sigur Rós, Subaudition und Les Discrets. Jens beschreibt die musikalischen Klanglandschaften, die im Ohr liegen bleiben, auf Metal.de als melancholisch und romantisch. Der Gesang lege sich, so der Kritiker „wie ein Schleier aus Trauer und Sehnsucht“ über das komplette Album, während die „entrückende, herzzerreißende Schreie und die passioniert-traurigen Klangcollagen“ an die musikalischen Wurzeln des Black Metal erinnern. Verglichen wird die Musik hierbei von Amesoeurs und Agalloch.